# برج جميرا
برج جميرا هو مشروع برج المراقبة المرتقب بالقرب من برج العرب في منطقة صفوح في دبي، ومن المتوقع أن يكتمل في عام 2023.